# Фудзии, Сота
Сота Фудзии (яп. 藤井 聡太 Фудзии Сота, 19 июля 2002) — японский профессиональный игрок в сёги. Самый молодой профессиональный игрок, достигший первого 4-го профессионального дана в возрасте 14-ти лет.

## Ранние годы
Сота Фудзии родился 19 июля 2002 года в городе Сето, префектура Айти, Япония. Отец работал в компании по производству строительного оборудования и увлекался коллекционированием музыкальных пластинок, а мать была домохозяйкой и занималась игрой на скрипке. У Соты есть старший брат. Мать отмечала, что Сота был активным ребёнком, а также умел долго концентрировать внимание. Родители не играли в сёги; он познакомился с игрой в возрасти пяти лет, когда бабушка подарила ему набор сёги для новичков с руководством по игре. Сота начал играть с бабушкой и дедушкой и вскоре начал побеждать обоих. В конце 2007 года мальчик поступил в детскую школу сёги по соседству, где учился под руководством Рикио Фумимото, главы местного отделения Японская ассоциация сёги. Сота учился в школе вплоть до 10-ти лет. При поступлении он ещё не умел читать, но в течение года он смог освоить выданный 480-страничный учебник по игре в сёги. Сота занимался по три раза в неделю, но через полгода мать попросила тренера добавить ещё одно занятие. Фумимото стал проводить специальные занятия для продвинутых детей, включая Соту. Тренер чувствовал, что Сота — особенный ученик и однажды станет профессионалом.
Он применял свои навыки во время игры с одноклассниками после поступления в первый класс. В старшей школе он иногда играл со своим учителем, однако уже обладал достаточно высоким уровнем и не находил соперников среди учеников. По рассказам учителей, Сота со средней школы ставил целью завоевать высший титул и сразиться с мастерами игры. Во втором классе начальной школы ему удалось сыграть учебный матч с обладателем 9-го дана Кодзи Танигавой. У Соты было проигранная позиция и заканчивалось время на обдумывание и Танигава предложил закончить ничьёй, после чего мальчик начал плакать.

## Любительская карьера
В 2012 году он покинул детскую школу и был принял в отделение Сёрэйкай в Осаке — учебное заведение для подготовки способных молодых сёгистов при Японской ассоциации сёги. Ежегодно лишь 4 ученика могут сразиться за 4-й дан и стать профессионалом. Он поступил в Сёрэйкай с низшим разрядом 6 кю. Учителем Сота стал обладатель 7-го дана Масатака Сугимото. Сота с младшей школы любил создавать цумэ-сёги. но по совету Кодзи Танигавы, который тогда был президентом Японской ассоциации сёги, Сота перестал создавать задачи и сконцентрировался на их решении. В конце марта 2015 года 12-летний Сота, обладатель 2-го дана, победил в ежегодном «Чемпионате по решению цумэ-сёги», став самым молодым чемпионом и опередив многих профессионалов. Он быстро повышал свой разряд и в те годы мечтал стать профессиональным игроком, ещё участь в средней школе. 18 октября 2015 в возрасте 13 лет и 2 месяцев он достиг 3-го дана, одержав победу в зале Кансай сёги кайкан в Осаке. Он стал самым юным обладателем 3-го дана. В том же году он поступил в среднюю школу при Нагойском университете. Он отказался от клубной активности в пользу сёги, в том числе играл в Интернете.

## Профессиональная карьера
3 октября 2016 года в Токио Сота победил в последнем матче «Лиги третьих данов» — соревновании между обладателями 3-го дана со счётом в 13 побед и 5 поражений. После победы игрок был повышен первого 4-го профессионального дана в возрасте 14-ти лет и 2-х месяцев, став самым молодым профессиональным игроком в истории Японии. Он побил предыдущий рекорд Хифуми Като, который стал профессионалом в 14 лет и 7 месяцев в 1954 году.

### Дебютный матч против Хифуми Като (24 декабря 2016)
Затем Сота победил в своей дебютной профессиональной партии 24 декабря 2016 года против Хифуми Като, старейшего профессионального сёгиста на тот момент. Между игроками была самая большая на тот момент разница в возрасте в истории профессиональных матчей — 62 года. Это был отборочный матч на 30-й турнир за титул Рюо. Сёгисты разыгрывали дебют «ягура». Като пошёл в нападение, Сота после защитных действий перешёл в контратаку. Известный игрок Акира Ватанабэ, присутствовавший на матче, объяснил победу Соты способностью к чтению ходов противника, в нём ему помог опыт в решении цумэ. Во время перерыва оба игрока вернулись слишком рано и Като сделал ход до возобновления игры, что случается редко.